# 1,3,5-Triazido-2,4,6-trinitrobenzol
1,3,5-Triazido-2,4,6-trinitrobenzol ist eine aromatische, hochexplosive Verbindung, die zur Gruppe der organischen Nitroverbindungen und Azide zählt.

## Geschichte
Die Verbindung wurde 1924 erstmals durch Oldrich Turek synthetisiert.

## Gewinnung und Darstellung
Die Synthese gelingt durch die Umsetzung von 1,3,5-Trichlor-2,4,6-trinitrobenzol mit Natriumazid. Die Ausgangsverbindung kann durch die Nitrierung von 1,3,5-Trichlorbenzol mittels eines Gemischs aus Salpetersäure und rauchender Schwefelsäure als starkem Nitrierreagenz bei hohen Temperaturen hergestellt werden. Bei einem zweiten Syntheseweg wird die Zielverbindung durch die Nitrierung von 1,3,5-Triazido-2,4-dinitrobenzol erhalten.

## Eigenschaften

### Physikalische Eigenschaften
1,3,5-Triazido-2,4,6-trinitrobenzol ist ein kristalliner Feststoff, der bei 131 °C schmilzt. Er kristallisiert in einem monoklinen Kristallgitter P 21/c. Es handelt sich um eine stark endotherme Verbindung. Die molare Bildungsenthalpie beträgt 765,8 kJ·mol−1, die molare Verbrennungsenthalpie 3200 kJ·mol−1.

### Chemische Eigenschaften
Die Verbindung zersetzt sich langsam auch schon bei niedrigen Temperaturen unter Abspaltung von Stickstoff zum Benzotrifuroxan. Die Umsetzung verläuft bei 100 °C innerhalb von 14 Stunden quantitativ. Bei 50 °C werden nach 190 Tagen ein Umsatz von 50 %, bei 35 °C nach 600 Tagen ein Umsatz von 16 % bzw. bei 20 °C nach 1200 Tagen ein Umsatz von etwa 2,8 % erreicht. Die Zersetzung verläuft nicht autokatalytisch. In Lösung in m-Xylol wurde eine Zersetzung nach einem Zeitgesetz erster Ordnung beobachtet. Die Halbwertszeiten betragen dabei bei 70 °C 340 min, bei 85 °C 89 min und bei 100 °C 900 s.
Die Verbindung kann sich explosionsartig zersetzen. Sie ist hochempfindlich gegenüber Schlag und nur schwach empfindlich gegenüber Reibung.
| Sauerstoffbilanz      | −28,6 %                   |
| Stickstoffgehalt      | 50,0 %                    |
| Normalgasvolumen      | 800 l·kg−1                |
| Explosionswärme       | 5693 kJ·kg−1 (H2O (l))    |
| Spezifische Energie   | 1666 kJ·kg−1 (68,1 mt/kg) |
| Bleiblockausbauchung  | 47,0 cm3·g−1              |
| Schlagempfindlichkeit | 5 Nm                      |

## Verwendung
1,3,5-Triazido-2,4,6-trinitrobenzol wurde als möglicher Ersatz des Initialsprengstoffes Quecksilberfulminat in Zündern, Sprengkapseln und ähnlichen gesehen. Wegen der geringen thermischen Stabilität und somit Lagerstabilität konnte sich keine kommerzielle Anwendung durchsetzen.